# 费罗勒-阿蒂伊
费罗勒-阿蒂伊（法語：Férolles-Attilly，法語發音：[feʁɔl atiji] ⓘ）是法国塞纳-马恩省的一个市镇，属于托尔西区。该市镇于1808年由原市镇费罗勒（Férolles）和阿蒂伊（Attilly）合并而成。

## 地理
费罗勒-阿蒂伊（48°43'56"N, 2°37'47"E）面积12.76 平方千米，位于法国法蘭西島大區塞纳-马恩省，该省份为法国北部内陆省份，北起瓦兹省，西接埃松省、马恩河谷省、塞纳-圣但尼省和瓦兹河谷省，南至卢瓦雷省，东南接约讷省，东临马恩省和奥布省，东北接埃纳省。
与费罗勒-阿蒂伊接壤的市镇（或旧市镇、城区）包括：奥祖瓦尔-拉费里耶尔、塞尔翁、布里孔特罗贝尔、舍夫里-科西尼、莱西尼。

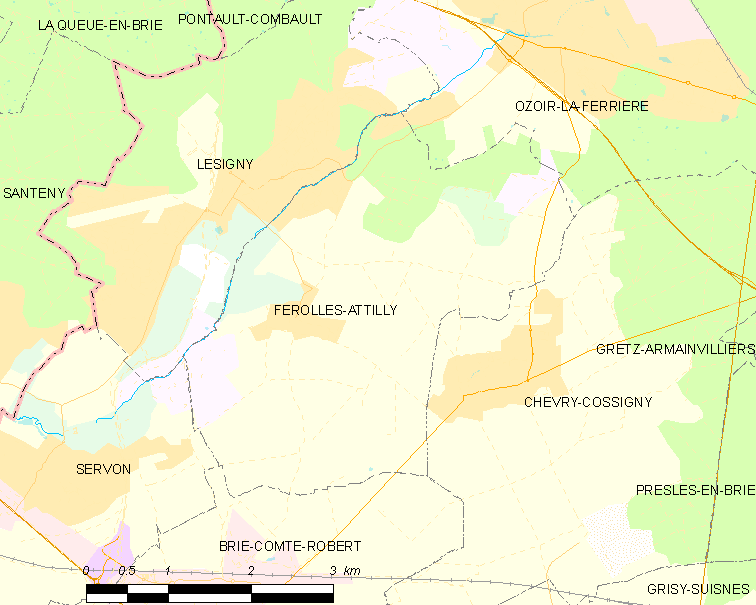
费罗勒-阿蒂伊的OSM定位图

费罗勒-阿蒂伊的时区为UTC+01:00、UTC+02:00（夏令时）。

## 行政
费罗勒-阿蒂伊的邮政编码为77150，INSEE市镇编码为77180。

## 政治
费罗勒-阿蒂伊所属的省级选区为奥祖瓦尔-拉费里耶尔县。

## 人口

1962-2008年间费罗勒-阿蒂伊人口变化图示

费罗勒-阿蒂伊于2022年1月1日时的人口数量为1251人。